# Marienbasilika (Bengaluru)

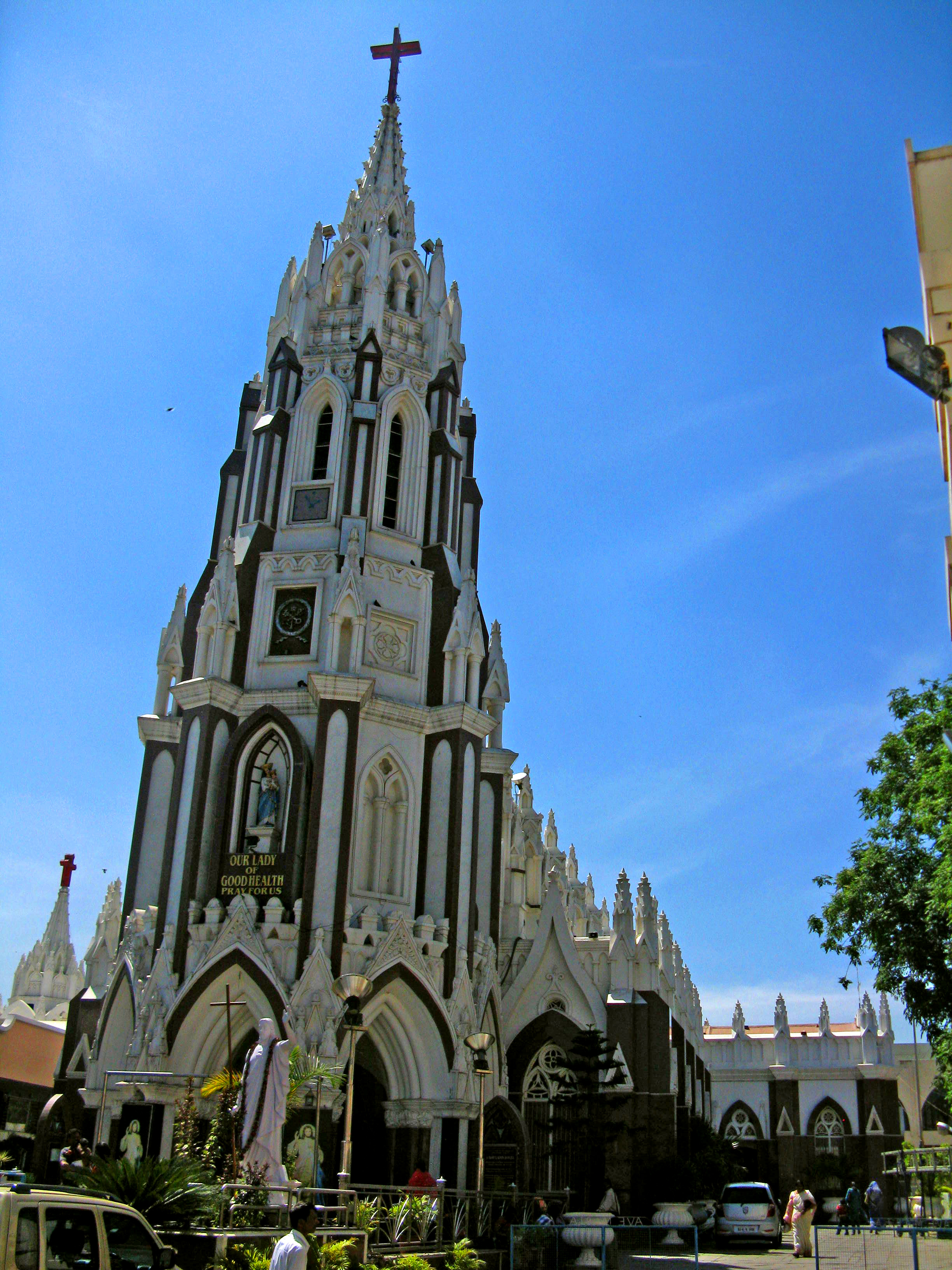
Turmfassade der Basilika

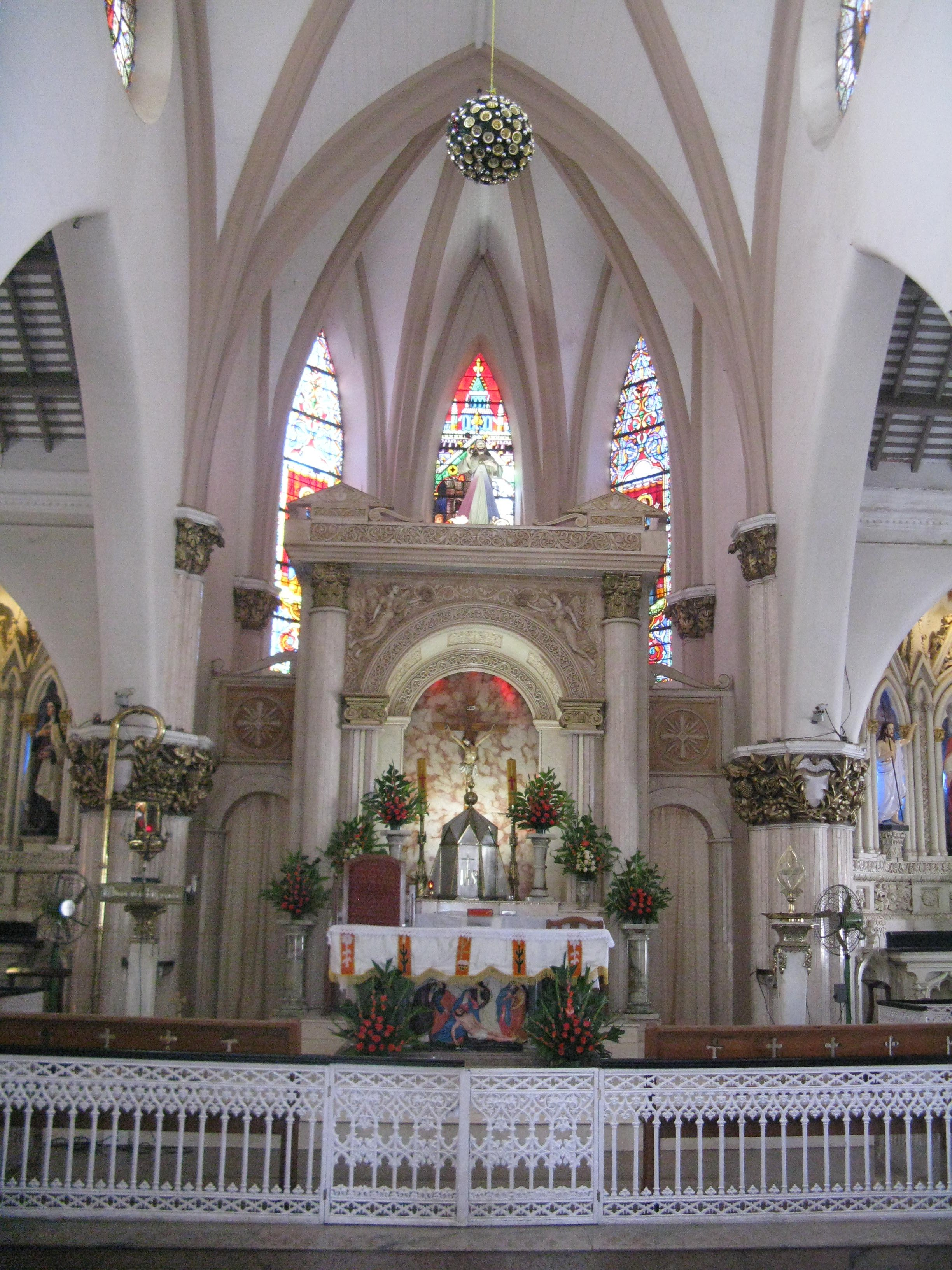
Altarraum

Die Marienbasilika (englisch St. Mary’s Basilica) oder Annai Arokiammarie Basilica ist eine römisch-katholische Kirche in Bengaluru, der Hauptstadt des indischen Bundesstaates Karnataka. Die Kirche des Erzbistums Bangalore ist Maria gewidmet und trägt den Titel einer Basilica minor. Sie gehört zu den ältesten Kirchen in Bengaluru und ist die erste Kirche des Staates, die zur Basilika minor erhoben wurde.

## Geschichte
Die Marienbasilika hatte einen bescheidenen Anfang im 17. Jahrhundert als strohgedeckte Hütte, die von tamilischen christlichen Migranten aus Gingee erbaut wurde. Das Heiligtum war damals als Kapelle von Kanikkai Madha bekannt und lag in einem Dorf von Reisbauern. Bengaluru war 1648 keine große Stadt, als das Christentum in Shrirangapattana, der Hauptstadt von Mysore, mit Hilfe von erst italienischen Jesuiten der Malabar-Mission, später französischen Jesuiten Einzug hielt. Als Tipu Sultan den Thron bestieg, mussten christliche Missionare aus Mysore fliehen. 1799 eroberten die Briten Shrirangapattana von Tipu Sultan. Der französische Missionar Jean-Antoine Dubois traf in Bengaluru ein und begann, die katholische Gemeinschaft wiederherzustellen. Dubois baute 1803 eine Kapelle mit Strohdach bei Bili Akki Palli oder umgangssprachlich Blackpally. 1811 errichtete Dubois eine kleine Kapelle mit einem Pfarrhaus für Priester. 1813 baute er die Kapelle mit Hilfe der Briten um. Bruder Andreas, ein Priester aus Pondicherry mit indischer Herkunft, baute als Nachfolger das Kirchengebäude kreuzförmig aus. Sie wurde jedoch während der lokalen Ausschreitungen von 1832 zerstört, Truppen mussten mehrere Monate zum Schutz der Siedlung eingesetzt werden.
Die heutige Kirche wurde in den Jahren 1856 bis 1882 unter ihrem ursprünglichen Namen, der Kirche Unserer Lieben Frau von der Präsentation, wiederaufgebaut. Die heutige Form der neogotischen Kirche wird L. Kleiner zugeschrieben. Die Kirche wurde am 8. September 1882 von Bischof Jean-Yves-Marie Coadou, dem Apostolischen Vikar von Mysore, in Anwesenheit von 35 Priestern und 4000 Katholiken von Bengaluru geweiht.
Im Laufe der Zeit wurde die St. Mary's-Kirche in Blackpally Sitz einer Pfarrgemeinde, in der weitere Kirche errichtet wurden, insbesondere die Kathedrale St. Franz Xaver (1851), St. Joseph (1867) und die Heilig-Herz-Kirche Ashoknagar (1867). Die Marienkirche wurde 1973 durch Papst Paul VI. mit dem Namen Annai Arokiammarie Basilica in den Rang einer Basilica minor erhoben. Es war die sechste Kirche in Indien, die diesen Status verliehen bekam.

## Architektur
Die Basilika wurde im neogotischen Stil mit Bögen, Ziermotiven und Glasfenstern errichtet. Mehrere Säulen mit reichen korinthischen Kapitellen tragen die stattlichen Bögen der Kirche. Die Säulen und der 48 Meter hohe Turm der Basilika sind von weitem zu sehen. Die Kirche hat eine Länge von 52 Metern und eine Breite von 15 Metern. Die Glasfenster wurden während des Zweiten Weltkriegs entfernt und 1947 restauriert.